# Saint-Thois
Saint-Thois é uma comuna francesa na região administrativa da Bretanha, no departamento Finisterra. Estende-se por uma área de 18,09 km². Em 2010 a comuna tinha 736 habitantes (densidade: 40,7 hab./km²).